# Autocentrisme
L’autocentrisme désigne en psychologie sociale une manière de catégoriser un groupe dominé en le référant au groupe dominant.
Terme polysémique, il est utilisé en anthropologie, en sociologie, mais aussi en linguistique et en économie du développement[réf. nécessaire].

## Définition
L'autocentrisme se traduit par une manière stéréotypée de représenter un groupe humain en le situant toujours par rapport au groupe dominant. Une manière autocentrée de parler des handicapés consisterait ainsi, pour une personne s'identifiant comme sans handicap, à les comparer aux personnes valides, et à ne pas prendre comme repères, en revanche, les handicapés, lorsqu'il est question des personnes valides. Dans La catégorisation et les stéréotypes en psychologie sociale, Edith Salès-Wuillemin définit l'autocentrisme comme une « élaboration quasi-symétrique (en miroir) des stéréotypes attachés au groupe dominant et dominé, le point d’ancrage étant toujours le groupe dominant».

## Occurrences

### En anthropologie
L'autocentrisme consiste, pour un individu ou un groupe social, à se centrer sur lui-même. Il s'agit souvent de considérer sa propre culture comme purement autochtone et dénuée d'influence externe, ou alors, d'avoir une conception du monde où son pays ou sa culture joue un rôle absolument central. Joseph Josy Lévy et Henri Cohen, dans Darwin après Darwin, font remarquer que certains auteurs, « en comparant l'être humain aux autres espèces biologiques », ont tenté de « démontrer que notre comportement ne peut pas être uniquement auto-centré ».

### En économie
L'autocentrisme est utilisé en économie à partir des années 1970 pour désigner une modalité d'application de politiques de développement qui favorisent l'accroissement des richesses d'une communauté (ethnique, nationale, ou autre) à partir de sa dotation initiale en facteurs de production. Le but peut-être de favoriser la croissance de ce groupe uniquement,. La croissance qui en résulte est donc une croissance endogène. Les termes d'auto-centrisme et d'endocentrismes sont tous deux utilisés,. Certains auteurs parlent aussi d'auto-développement, ou de développement organique,.
Si, pour certains auteurs, le développement auto-centré exige « une réorientation radicale de la politique économique actuelle, passant par une rupture des relations de dépendance interne et externe », Jean-Pierre Muret considère que cet autocentrisme au niveau local « n'implique certainement pas la non-communication externe, mais sa maîtrise au profit d'un développement auto-centré ».
Ces pratiques dans les pays en développement ont toutefois été peu convaincantes.

### En épistémologie
L'épistémologie et l'étude des conditions d'établissement des savoirs utilisent le terme d'autocentrisme pour qualifier les situations où la recherche académique est tournée vers elle-même du fait d'une focalisation des chercheurs sur eux-mêmes. Pierre Bourdieu va jusqu'à parler d'un « ethnocentrisme de la classe intellectuelle ». Jean-Paul Courthéoux critique les obstacles épistémologique de l'autocentrisme des chercheurs en sociologie, et soutient que le rapprochement de l'économie et de la sociologie au sein des universités favorise un échange de connaissances et de paradigmes qui arrache chaque chercheur à son autocentrisme.
L'historiographie de certains évènements historiques a ainsi pu être autocentrique. Ainsi de l'historiographie des mouvements sociaux de 1968 dans le monde : l'historiographie française a fait de Mai 68 le centre de la contestation estudiantine, quand l'historiographie italienne se focalisait sur les évènements italiens.

### En sociologie
Voisin du chauvinisme, l'endocentrisme amène souvent à considérer ses propres valeurs comme échelle de référence pour l’évaluation de différents modes de vie, mais aussi à exagérer les bénéfices de ses actes et à minorer les bénéfices des acteurs considérés extérieurs au groupe. Il peut s'agir d'une tendance à considérer sa propre culture comme supérieure et meilleure que d’autres cultures.
Le communautarisme est une forme d'endocentrisme en ce qu'il place la communauté (souvent définie par une origine sociale ou une origine ethnique différente de la majorité) au centre de l'existence de l'individu et de sa perception du monde. Didier Lapeyronnie, dans L'individu et les minorités, aborde divers groupes sociaux dits enclavés, c'est-à-dire conservant des solidarités ethniques ou nationales fortes au sein d'un autre pays, à la lumière de l'autocentrisme.
L'autocentrisme peut aussi être un marqueur identitaire fort. Dans une monographie sur les Bassas du Cameroun, le linguiste Ngessimo M. Mutaka illustre l'endocentrisme du peuple Bassa par un ensemble de pratiques qui leur sont exclusives et qui les sépare de fait des peuples voisins.

### En philosophie et science politique
Vincent Caradec et Danilo Martuccelli mobilisent le concept d'autocentrisme dans le cadre d'une réflexion sur le rôle de l'individu dans les sociétés modernes. La « sociabilité auto-centrée » serait celle qui utiliserait ses interactions avec les autres agents sociaux dans le but de se soutenir elle-même. Ils lient l'utilisation du groupe comme support à l'ethnicité-support, c'est-à-dire au fait pour l'individu de « puiser des ressources identitaires sans s'inscrire, même de manière auto-centrée, dans aucune forme de collectif ». Cela rejoint la position de Charles Taylor, qui considère comme un dérapage l'inflation du moi, c'est-à-dire la « prédominance de la figure du sujet autocentré », dans les sociétés dites modernes.
Dans La pensée des sociologues, soutient que l'autocentrisme est lié l'abandon par les sociétés modernes du mode d'organisation de la solidarité organique mise en lumière par Émile Durkheim. Cela aurait produit un glissement de valeur entre le concept grec du eu zen (la vie bonne) à l'hédonè (le plaisir pour soi).

### En linguistique
En linguistique, l'autocentrisme désigne la tendance et la capacité d'une langue et de ses utilisateurs à refuser l'intégration de mots issus de langues étrangères dans le lexique de leur langue. Le phénomène inverse est appelé exocentrisme. Endocentrisme et auto-centrisme sont utilisés par les linguistes sans différenciation. Jean Tabi-Manga parle par exemple d'une « approche linguistique autocentrée » comme « ne cherchant pas sa norme légitimante ailleurs » que dans la communauté (nationale, linguistique) même.
Le linguiste Henning Andersen soutient, dans un article de 1986, que les communautés linguistiques diffèrent par leur ouverture à de nouveaux éléments verbaux. L'endocentrisme et l'exocentrisme seraient déterminés par l'attitude de ces communautés linguistiques vis-à-vis du reste du monde.

### En psychologie
En psychologie, des études comportementales s'appuient sur des observations empiriques pour traiter de la tendance des agents sociaux à coopérer ou à rompre des liens de coopération. Les agents sociaux qui coopèrent le moins sont alors qualifiés d'endocentrés.

## Critiques et débats
Paul Tillich remet en question la notion d'autocentrisme au niveau collectif. Mobilisant le concept, pluraliste, de groupes sociaux, il rejette la possibilité pour une société d'avoir un ego, c'est-à-dire à pouvoir être auto-centrée, alors qu'il n'y a pas de centre dans un groupe d'individus.
Cécile Canut critique l'autocentrisme linguistique en ce que « perspective autocentrée fait du langage un tout en soi, indépendant et homogène, alors qu’il est au carrefour d’une multiplicité de positionnements humains qui le constituent, le démultiplient, le font évoluer et se transformer ».